# Ритм (фильм)
«Ритм» (англ. The Beat) — американский кинофильм режиссёра Гари Валкова. Фильм был выпущен в прокат в 2000 году.

## Сюжет
Америка 40-х годов. Общество живёт по законам военного времени. Куча отвязных, вечно пьяных прожигателей жизни, сочиняют абстрактные стихи.
Никому не известные Уильям Берроуз, Аллен Гинсберг, Джек Керуак и Люсьен Карр вскоре станут провозвестниками легендарной эры битников, которые перевернут мир своей философией интеллектуальных бунтарей.

## В ролях
- Кортни Лав
- Кифер Сазерленд
- Норман Ридус